# The H-Man
The H-Man (cunoscut în Japonia ca Beauty and Liquid Men (美女と液体人間 Bijo to Ekitainingen?) este un film SF japonez din 1958 regizat de Ishirō Honda. În rolurile principale joacă actorii Yumi Shirakawa, Kenji Sahara, Akihiko Hirata.